# Tro núi lửa

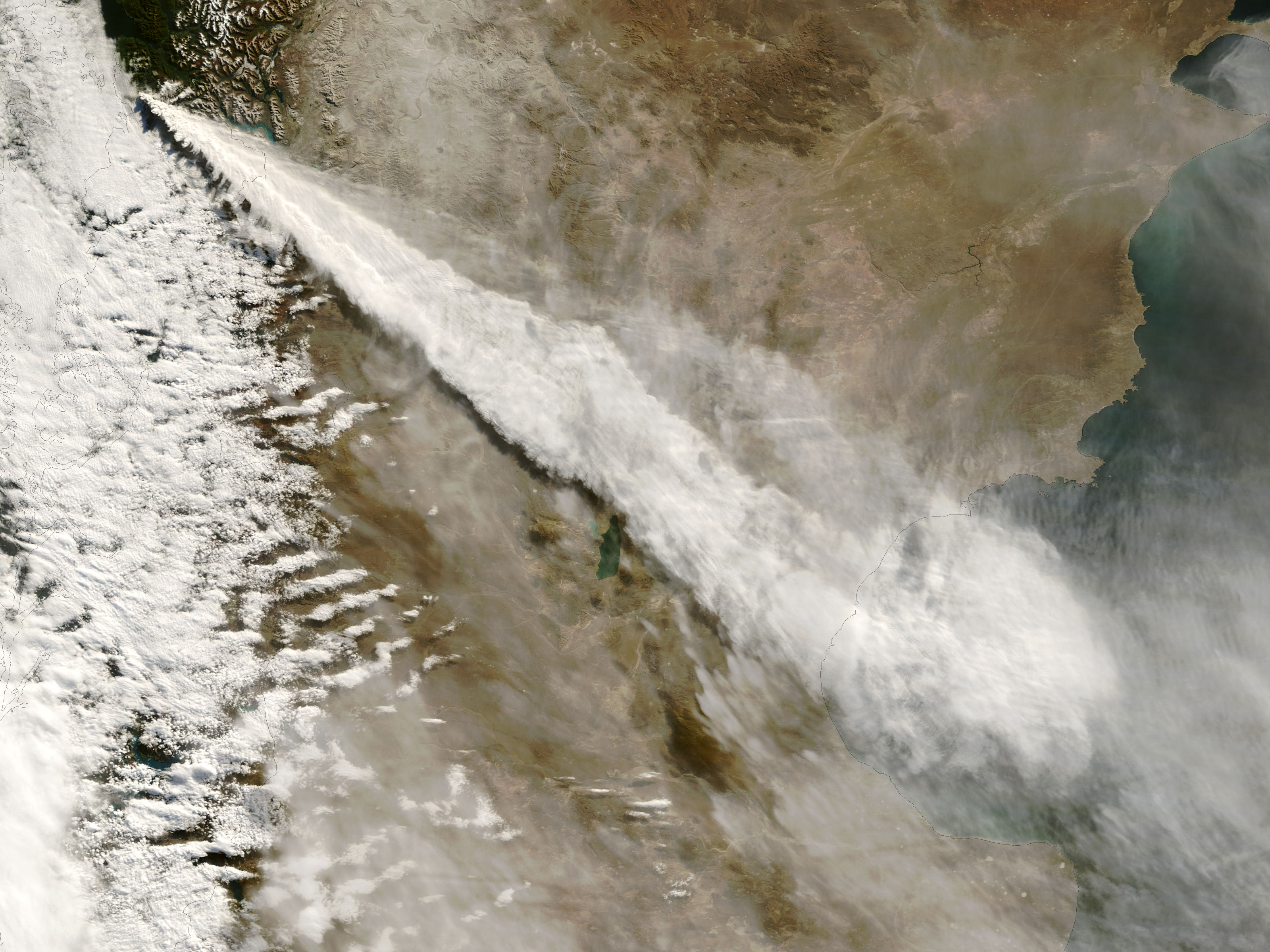
Mây tro núi lửa trong vụ phun trào của Chaitén năm 2008, bao phủ khắp Patagonia từ Thái Bình Dương đến Đại Tây Dương.

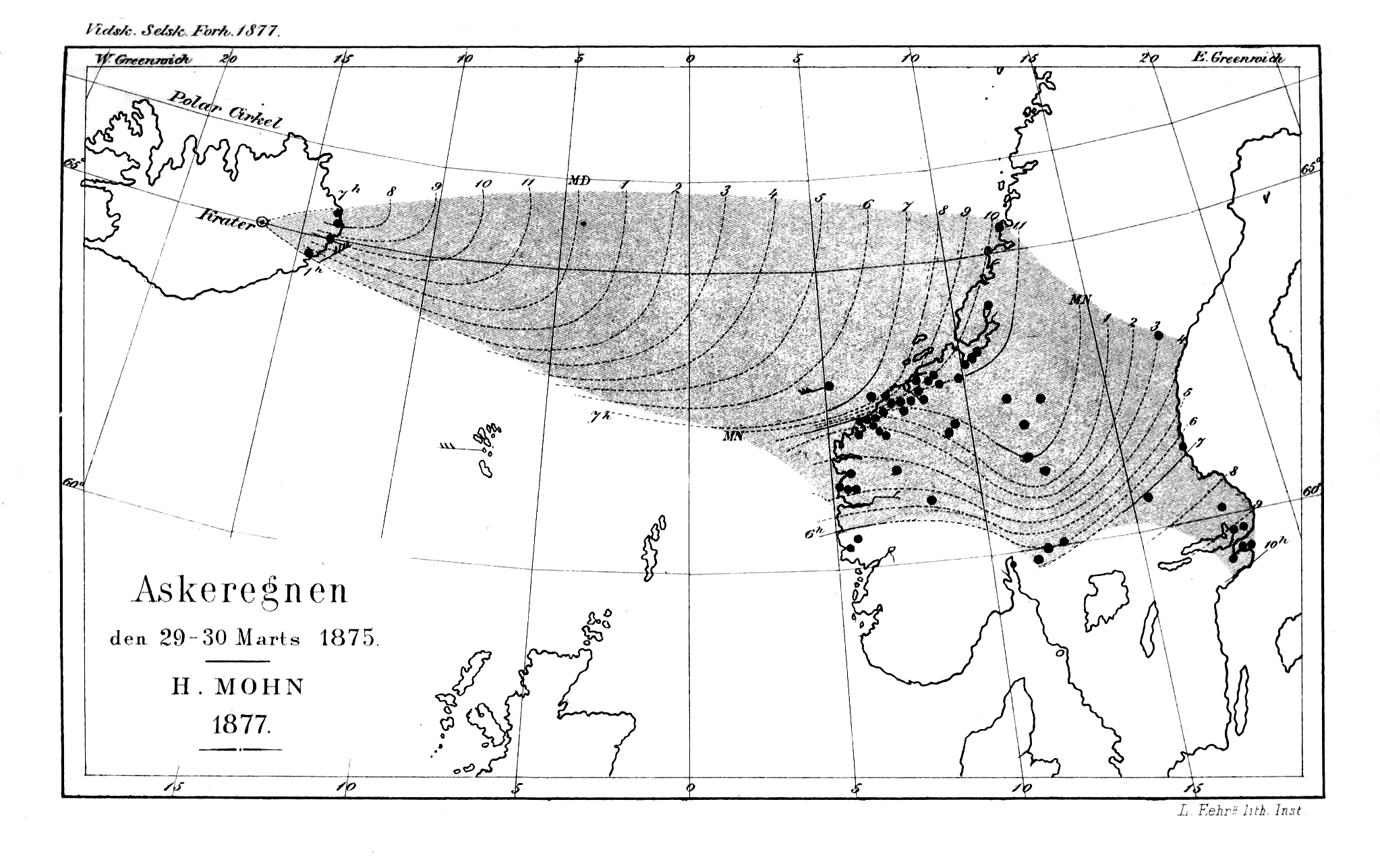
Phun trào núi lửa Iceland 1875, tro phủ khắp vùng Scandinavia trong 48 giờ.

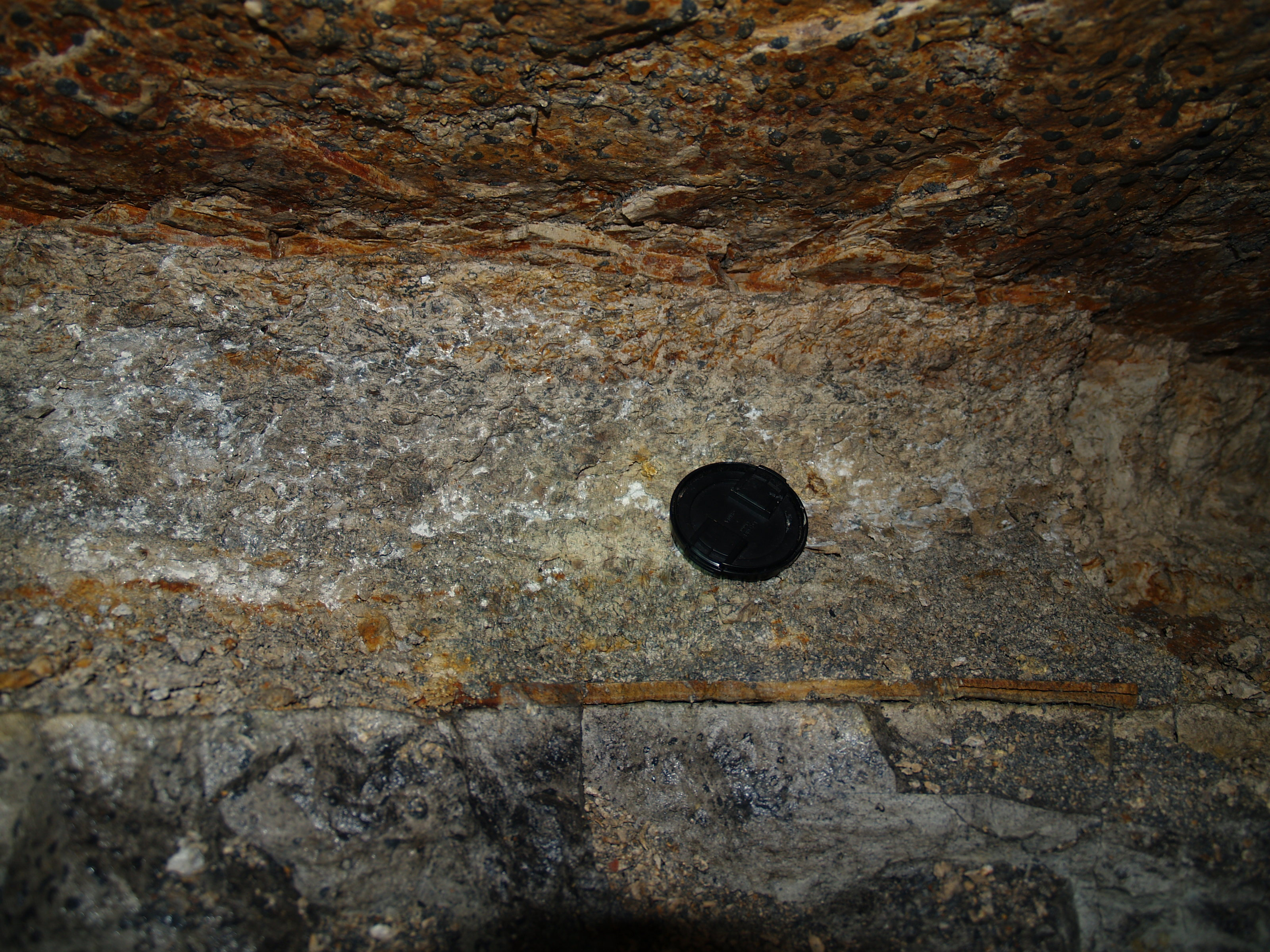
Tro núi lửa 454 triệu năm tuổi nằm giữa các lớp đá vôi ở Peter the Great's Naval Fortress, Estonia gần Laagri. Kích thước của vật chuẩn (thước đo) là 58 mm

Tro núi lửa bao gồm những mảnh vụn núi lửa (tephra) nhỏ, chúng là các đá và thủy tinh ở dạng bột được tạo ra từ các vụ phun trào núi lửa, có đường kính nhỏ hơn 2 milimét (0,079 in). Có 3 cơ chế tạo ra tro núi lửa: giải phóng ở dạng khí gây ra từ các vụ phun trào magma; giảm nhiệt khi tiếp xúc với nước gây ra các phun trào phreatomagma (phun trào do phản ứng giữa magma và nước), và giải phóng các hạt trong các phun trào có hơi nước gây ra bởi phreatic eruption (phun trào do nước bốc thành hơi do chạm magma nóng bỏng). Các vụ phun trào mạng mẽ trong tự nhiên liên quan đến hơi nước làm magma và các đá cứng xung quanh nát thành các hạt cỡ sét đến cát. Tro núi lửa có thể gây nguy hiểm cho sức khỏe con người và hoạt động của máy móc, như các đám mây tro núi lửa có thể gây nguy hiểm đối với máy bay và làm thay đổi kiểu thời tiết.
Tro núi lửa lắng đọng trên bề mặt đất làm phá hủy hệ sinh thái địa phương, cũng như làm đổ mái của các công trình. Tuy nhiên, theo thời gian, tro này là cho đất thêm màu mỡ. Khi lắng đọng và được nén chặt, chúng tạo thành loại đá gọi là tuff. Theo thời gian địa chất, việc phóng thích một lượng lớn tro có thể tạo thành các vòm tro núi lửa.

## Sự hình thành
Tro núi lửa được tạo ra từ các vụ phun trào của núi lửa và quá trình phun trào của phreatomagmatic kèm theo dòng mật độ pyroclastic
Các vụ phun trào xảy ra khi magma được giải nén tăng lên, cho phép các chất dễ bay hơi (nước và nước biển) đi vào bong bóng khí. Khi có nhiều bong bóng khí được hình thành làm giảm mật độ của magma đẩy nó ra khỏi ống dẫn. Sự phân mảnh xảy ra khi các bong bóng khí chiếm từ 70 đến 80% thể tích của hỗn hợp phun trào. Các mảnh vỡ xuất hiện khi có sự tác động mạnh mẽ của các hạt bong bóng khí lên magma làm chúng vỡ ra thành từng mảnh nhỏ và bị đẩy ra ngoài khí quyển tạo thành các hạt tro núi lửa. Quá trình phân mảnh là một quá trình rất thành công của sự hình thành tro và có khả năng tạo ra tro mịn rất tốt của bong bóng khí ngay cả khi không có thêm nước.
Tro núi lửa cũng được tạo ra trong quá trình phreatomagmatic eruptions. Những đợt phun trào này xảy ra khi magma tiếp xúc với các nguồn nước (như biển, hồ và đầm lầy), nước ngầm, tuyết hoặc băng. Khi magma, nóng hơn đáng kể so với điểm sôi của nước, tiếp xúc với nước một lớp màng cách điện (hiệu ứng Leidenfrost), cuối cùng màng hơi này sẽ sụp đổ dẫn đến khớp nối trực tiếp giữa nước lạnh và magma nóng. Điều này làm tăng sự truyền nhiệt dẫn đến sự giãn nở nhanh chóng của nước và sự phân mảnh của magma thành các hạt nhỏ được đẩy ra từ miệng núi lửa. Quá trình này gây ra sự gia tăng diện tích tiếp xúc giữa magma và nước tạo ra cơ chế thông tin phản hồi, dẫn đến sự phân mảnh và sản xuất thêm các hạt tro mịn.
Dòng mật độ pyroclastic cũng có thể tạo ra các hạt tro mịn, chúng thường được sản xuất bởi sự tan rã của vòm nham thạch hoặc cột phun trào. Trong các dòng mật độ pyroclastic, quá trình mài mòn hạt xảy ra khi các hạt tương tác với nhau làm giảm kích thước hạt và sản xuất các hạt tro mịn. Ngoài ra, tro núi lửa có thể được tạo ra trong quá trình phân mảnh thứ cấp của các mảnh vụn đá bọt, do sự bảo tồn nhiệt trong dòng chảy. Các quá trình này sản xuất ra một lượng lớn tro tro rất tinh khiết được loại bỏ khỏi các dòng mật độ pyroclastic trong tro bụi đồng-ignimbrit.
Các đặc tính vật lý và hóa học của tro núi lửa chủ yếu được kiểm soát bởi kiểu phun trào núi lửa. Hầu hết núi lửa hiển thị một loạt các kiểu phun trào được kiểm soát bởi hóa học magma, hàm lượng tinh thể, nhiệt độ và các chất khí hòa tan của magma phun trào và có thể được phân loại bằng chỉ số độ nóng của núi lửa (VEI). Những vụ phun trào hiệu quả (VEI 1) là do thành phần bazan sản sinh ra <105 m3 ejecta, trong khi các vụ phun trào lớn (VEI 5+) của thành phần rhyolithic và dacitic có thể phun ra lượng lớn ejecta (> 109 m3) vào khí quyển. Một tham số khác dùng để kiểm soát số lượng tro được sản xuất là thời gian phun trào: thời gian phun trào càng lâu, tro sẽ được tạo ra nhiều hơn. Ví dụ vào ngày 14/4/2010, núi lửa Eyjafjallajoekull tiếp tục phun trào lần thứ 2 và được phân loại là VEI 4  mặc dù cột tro bụi chỉ ở độ cao 8 km nhưng vụ phun trào vẫn tiếp diễn trong một tháng, khiến một lượng tro lớn bị đẩy ra khỏi bầu khí quyển.

## Tính chất

### Tính hóa học
Các loại khoáng chất có trong tro núi lửa phụ thuộc vào tính hóa học của magma mà nó phun trào. Các nguyên tố nhiều nhất được tìm thấy trong magma là silica (SiO2) và oxy, các loại magma (và tro) được tạo ra trong quá trình phun trào núi lửa được xác định chứa nhiều hàm lượng silica. Những vụ phun trào có năng lượng thấp từ bazan tạo ra tro đen đặc trưng có chứa khoảng 45-55% silica nói chung giàu sắt (Fe) và magnesi (Mg). Các vụ phun trào núi lửa rhyolit gây nổ mạnh nhất tạo thành tro chứa hàm lượng silica cao (> 69%) trong khi các loại tro khác có thành phần trung gian (ví dụ: andesit hoặc dacit) có hàm lượng silica từ 55-69%.
Những khí chính phát ra trong quá trình hoạt động núi lửa là nước, carbon dioxide, lưu huỳnh dioxide, hydro, hydrogen sulfide, cacbon monoxit và hydrogen chloride. Các loại khí sulfide, halogen và kim loại được loại bỏ khỏi bầu khí quyển bằng các quá trình phản ứng hóa học, sự lắng đọng khô và ướt, và do sự hấp phụ lên bề mặt tro núi lửa.
Một loạt các hợp chất sulfat và halide (chủ yếu là chloride và fluoride) dễ dàng tìm thấy từ tro núi lửa nguyên chất. Hầu hết các muối này được hình thành như là kết quả của việc phân giải nhanh các hạt tro trong các vụ phun trào, cung cấp cation liên quan đến quá trình lắng đọng các muối sulfate và halide.
Trong khi có 55 loại ion được liệt kê trong các hạt tro nguyên chất , các loại phổ biến nhất thường tìm thấy là các ion Na+, K+, Ca2+ và Mg2+ và các anion Cl−, F− và SO42− . Tỷ lệ mol giữa các ion có trong nước rỉ cho thấy trong nhiều trường hợp, các nguyên tố này có mặt như sự hiện diện của các muối đơn giản như NaCl và CaSO4.. Trong một thí nghiệm trên tro từ vụ phun trào núi lửa St. Helens năm 1980, muối chloride được tìm thấy là dễ tan nhất, tiếp theo là các muối sulfat Các hợp chất của fluoride nhìn chung rất ít tan (ví dụ CaF2, MgF2), Ngoại trừ các muối fluoride của các kim loại kiềm và các hợp chất như calci hexafluorosilicate (CaSiF6). Độ pH của tro nguyên chất biến đổi rất nhiều, tùy thuộc vào sự có mặt của chất ngưng tụ axit khí (chủ yếu là kết quả của khí SO2, HCl và HF trong vụ phun trào) trên bề mặt tro.
Cấu trúc tinh thể-rắn của muối hoạt động giống như một chất cách điện hơn một dây dẫn. Tuy nhiên, khi muối được hoà tan vào dung dịch bằng nguồn ẩm (ví dụ như sương mù, mưa nhẹ...), tro sẽ trở nên ăn mòn và dẫn điện.
Một nghiên cứu gần đây cho thấy độ dẫn điện của tro núi lửa tăng lên khi (1) tăng độ ẩm, (2) tăng hàm lượng muối hòa tan, và (3) tăng sức nén (mật độ khối). Khả năng của tro núi lửa dùng để dẫn dòng điện có ý nghĩa quan trọng đối với các hệ thống cấp điện.

### Tính vật lý
Thành phần chính: Các hạt tro núi lửa trong quá trình phun trào magma được tạo thành từ các phân tử khác nhau của thủy tinh (thủy tinh, không tinh thể), tinh thể hoặc lithic (không magma). Tro núi lửa được sản xuất trong quá trình phun trào magma có độ nhớt thấp (ví dụ, phun trào bazan ở Hawaii và Strombolian) tạo ra một loạt các pyroclasts khác nhau phụ thuộc vào quá trình phun trào. Điển hình là tro bụi thu được từ vòi phun dung nham Hawaii bao gồm các tinh thể lỏng sideromelane (ánh sáng màu nâu bazan) có chứa microlites hiếm (các tinh thể hao nhỏ) và phenocrysts. Các vụ phun trào từ bazan nhẹ hơn (ví dụ như Strombolian) hình thành nhiều loại pyroclasts từ các giọt sideromelane không thường xuyên đến blocky tachylit (màu đen đến nâu nhạt kết tinh vi tinh thể). Ngược lại, những hạt tro có mật độ silica cao (ví dụ rhyolit) bao gồm các phần bột vụn (mảnh thạch anh), phenocrysts (tinh thể) và một số mảnh đá phiến (xenoliths).
Tro núi lửa tạo ra trong quá trình phun trào xung quanh chủ yếu bao gồm các mảnh thạch quyển và khoáng chất đã bị biến đổi một cách thủy nhiệt, thường là trong đá đất sét. Các bề mặt hạt thường được phủ bởi các tinh thể zeolit hoặc đất sét và chỉ còn lại kết cấu để xác định các loại pyroclast.

#### Hình thái học
Hình thái học của tro núi lửa được chi phối bởi rất nhiều các vụ phun trào khác nhau và các quá trình động học. Sự phá vỡ các magmas có độ nhớt thấp (ví dụ, bazan) thường tạo thành các hạt có hình dạng giọt. Hình dạng giọt này, một phần là do sự căng của bề mặt, sự gia tăng của các giọt sau khi chúng thoát ra, và ma sát không khí. Hình dạng từ các quả cầu hoàn hảo đến một loạt các giọt xoắn, dài với bề mặt trơn, lỏng.
Hình thái học của tro từ phun trào magma có độ nhớt cao (ví dụ, rhyolit, dacit và một số andesites) chủ yếu phụ thuộc vào hình dạng của túi trong magma gia tăng trước khi tan rã.  Các túi được hình thành bằng sự giãn nở khí magma trước khi magma đông lại. Các hạt tro có thể có mức độ giãn nở khác nhau và sự giản nở của các hạt có thể có tỷ lệ bề mặt cực đại trên thể tích. Các đáy và ống được quan sát trên bề mặt hạt là kết quả của các thành vôi. Các hạt troxit vitric từ các vụ phun trào magma có độ nhớt cao điển hình là các góc, các mảnh vỡ vôi bào hoặc các mảnh vỡ trong thành mỏng, trong khi các mảnh lithic trong tro núi lửa thường tương đương, hoặc có góc cạnh dưới đất. Hình thái lithi trong tro thường được kiểm soát bởi các tính chất cơ học của đá tường bị phá vỡ do sự giãn nở của các vụ nổ hoặc sản sinh trong các magma khi nó chạm tới bề mặt.
Hình thái học của các hạt tro từ các vụ phun trào bằng phao động học được kiểm soát bởi các ứng suất trong lớp macma đóng băng gây ra sự phân mảnh của thủy tinh để hình thành các hạt tro nhỏ dạng khối hoặc tro hình pyramid. Hình dạng và mật độ của túi mắt chỉ đóng một vai trò nhỏ trong việc xác định hình dạng hạt trong các vụ phun trào bằng phao nhân tạo. Trong vụ phun trào này, magma gia tăng nhanh chóng được làm lạnh khi tiếp xúc với nước hoặc nước trên bề mặt. Các áp lực trong magma "làm nguội" gây ra sự phân mảnh thành năm dạng hình dạng tràn ngập pyroclast: (1) blocky và equant; (2) vesicular và không đều với bề mặt nhẵn; (3) rêu và phức tạp; (4) hình cầu hoặc dạng giọt; Và cuối cùng giống như cái đĩa.

#### Khối lượng riêng
Khối lượng riêng các hạt cá thể khác nhau với các vụ phun trào khác nhau. Khối lượng riêng tro núi lửa dao động từ 700–1200 kg/m³ cho đá phiến, 2350–2450 kg / m3 cho thủy tinh, 2700–3300 kg / m3 cho tinh thể, và 2600–3200 kg/m³ cho các hạt thạch. Vì các hạt thô và chặt hơn được tích tụ gần nguồn, các mảnh vỡ tinh thể và đá bọt được làm giàu tương đối trong các đọng tro ở các vị trí xa xôi. Khối lượng riêng và độ cứng cao (khoảng 5 trên thang độ cứng của Mohs) cùng với góc độ cao, làm cho một số loại tro núi lửa (đặc biệt là các loại chứa hàm lượng silica rất cao) rất dễ mài mòn.

#### Kích thước hạt
Tro núi lửa chứa các hạt (pyroclasts) có đường kính < 2 mm (hạt > 2 mm được phân loại như lapilli), và có thể tốt như 1 μm. Sự phân bố kích thước hạt của tro có thể khác nhau rất nhiều với các thành phần magma khác nhau. Các loại magma rhicolic thường sản xuất các vật liệu hạt tốt hơn so với magma bazan, do độ nhớt cao hơn và do đó dễ nổ. Tỷ lệ tro mềm cao hơn đối với các vụ phun trào nổ silicon, có thể vì kích thước của túi trong magma trước phun trào nhỏ hơn so với các magma mafic. Có nhiều bằng chứng rõ ràng cho thấy dòng chảy của pyroclastic tạo thành tro mỡ cao bởi sự kết hợp và rất có thể là quá trình này cũng xảy ra bên trong các ống dẫn núi lửa và sẽ hiệu quả nhất khi bề mặt phân mảnh magma nằm dưới miệng núi lửa sắp phun trào.

## Sự phát tán

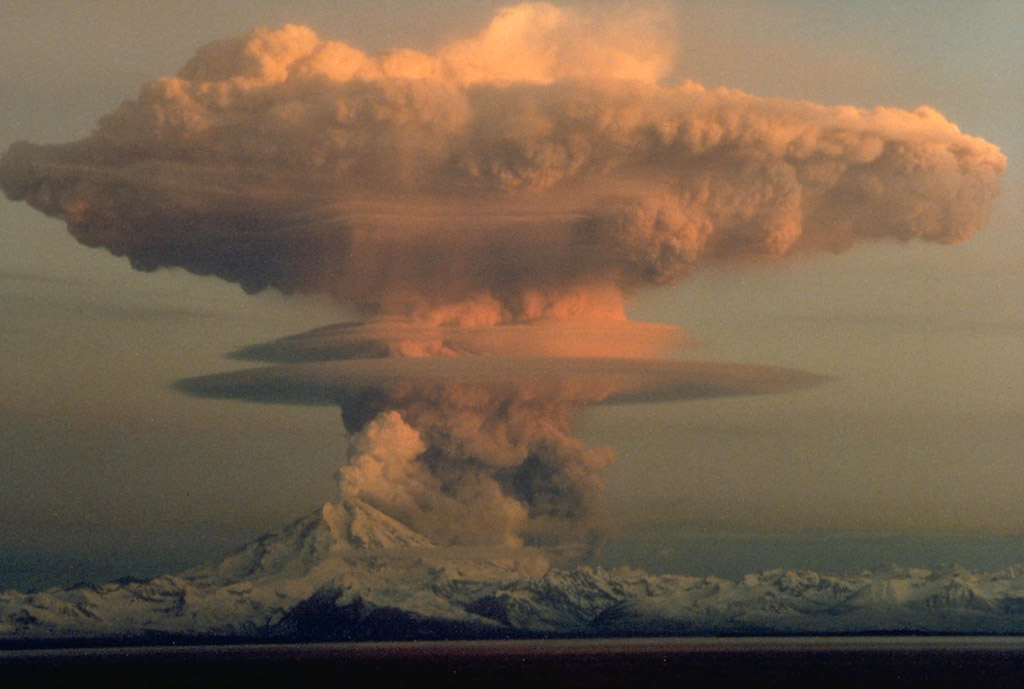
Đám tro bốc lên từ Núi Redoubt sau một vụ phun trào trên ngày 21 tháng 4 năm 1990.

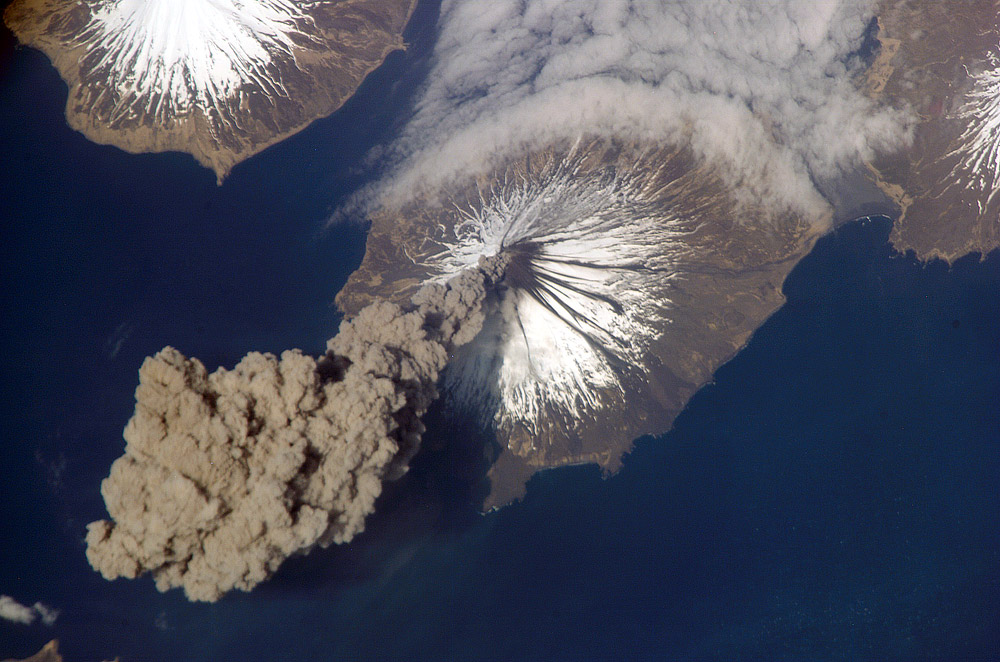
Đám tro từ Mt Cleveland, một Stratovolcano ở Quần đảo Aleutian.

Các hạt tro được kết hợp vào các cột phun trào khi chúng thoát ra từ lỗ thông hơi ở tốc độ cao. Động lượng ban đầu từ vụ phun trào đẩy cột lên trên. Khi không khí được hút vào cột, mật độ lớn giảm và bắt đầu tăng lên mạnh mẽ vào bầu khí quyển. [6] Ở điểm có mật độ lớn của cột giống với bầu khí quyển xung quanh, cột sẽ ngừng tăng và bắt đầu di chuyển theo chiều ngang. Sự phân tán theo chiều dọc được điều khiển bởi gió mạnh và tro có thể lắng đọng từ hàng trăm đến hàng ngàn kilômét từ núi lửa, tùy thuộc vào chiều cao của cột phun, kích thước hạt của tro và điều kiện khí hậu (đặc biệt là hướng gió, sức mạnh và độ ẩm).
Lượng tro bụi xảy ra ngay sau vụ phun trào và được kiểm soát bởi mật độ hạt. Ban đầu, các hạt thô rơi ra gần nguồn. Tiếp theo là sự xuất hiện của lapilli bổ sung, là kết quả của sự kết tụ hạt trong cột. Sự phát tán của tro ít tập trung hơn trong các giai đoạn cuối cùng khi cột di chuyển theo hướng gió. Điều này dẫn đến sự lắng đọng tro mùa thường giảm độ dày và kích thước hạt theo cấp số nhân với khoảng cách ngày càng tăng từ núi lửa. Các hạt tro mịn có thể vẫn còn trong bầu khí quyển trong vài ngày tới vài tuần và được phân tán bởi các luồng gió cao. Những hạt này có thể làm gián đoạn một cách khủng khiếp giao thông hàng không khắp ở khắp các quốc gia và ảnh hưởng đến khí hậu toàn cầu.
Những cành tro tro núi lửa có thể hình thành các dòng mật độ pyroclastic trên, được gọi là cọ đồng-ignimbrite. Khi các dòng mật độ pyroclastic di chuyển ra khỏi núi lửa, các hạt nhỏ hơn sẽ được loại bỏ khỏi dòng chảy bằng cách di chuyển và hình thành một vùng ít đậm hơn nằm trên dòng chính. Khu vực này sau đó sẽ cuốn hút không khí xung quanh và một đám lông chim co-ignimbrite trôi nổi được hình thành. Những cọ này có xu hướng có nồng độ cao hơn các hạt tro mịn tốt hơn so với các đám mây phun trào magma do sự mài mòn trong dòng mật độ mật độ pyroclastic. 

## Tác động

### Giới thiệu
Sự gia tăng dân số, phát triển đô thị đã gây ra sự lấn chiếm của vào các khu vực có nguy cơ cao hơn, gần các trung tâm núi lửa, tăng sự tiếp xúc của con người với các sự phân tán của tro núi lửa.
Cơ sở hạ tầng rất quan trọng với việc hỗ trợ các xã hội hiện đại, đặc biệt là ở các khu đô thị, nơi mật độ dân số cao tạo ra nhu cầu cao về dịch vụ. Những mạng lưới và hệ thống cơ sở hạ tầng này hỗ trợ cuộc sống đô thị và cung cấp các dịch vụ cứu hộ mà chúng tôi phụ thuộc vào sức khoẻ, giáo dục, vận tải và mạng xã hội. Các mạng lưới cơ sở hạ tầng và các dịch vụ hỗ trợ nhiều cơ sở trong nhiều lĩnh vực khác nhau.
Việc phân tán tro núi lửa có thể làm gián đoạn và làm hỏng cơ sở hạ tầng tùy theo xã hội. Một số vụ phun trào gần đây đã cho thấy tính dễ bị thiệt hại của các khu đô thị dù chỉ nhận được một vài milimet hoặc cm của tro núi lửa. Điều này đã đủ để gây gián đoạn các phương tiện giao thông, điện, nước, nước thải và nước mưa. Chi phí phát sinh từ việc gián đoạn các hoạt động kinh doanh, thay thế các bộ phận bị hư hỏng và tổn thất bảo hiểm. Sự phân tán tro ảnh hưởng đến cơ sở hạ tầng quan trọng cũng có thể gây ra nhiều tác động kéo theo, có thể phá vỡ nhiều ngành và dịch vụ khác nhau.
Núi lửa tro tàn là về thể chất, xã hội và kinh tế phá hoại. Tro núi lửa có thể ảnh hưởng đến cả khu vực gần và khu vực nhiều trăm cây số từ nguồn, và gây ra sự gián đoạn và tổn thất trong nhiều lĩnh vực cơ sở hạ tầng khác nhau. Tác động phụ thuộc vào: độ dày lớp tro mùa; Thời gian tro tàn; Kích thước hạt và tính chất của tro; Liệu tro có ướt hay khô; Và bất kỳ biện pháp chuẩn bị, quản lý và phòng ngừa (giảm nhẹ) nào được sử dụng để giảm tác động từ sự sụp đổ của tro. Các lĩnh vực khác nhau của cơ sở hạ tầng và xã hội bị ảnh hưởng theo nhiều cách khác nhau và dễ bị ảnh hưởng bởi nhiều tác động hoặc hậu quả. Cái này sẽ được thảo luận trong các phần sau.

### Các ngành cơ sở hạ tầng

#### Công nghiệp điện

Thủng lớp cách điện gây ra bởi sự nhiễm bẩn tro núi lửa.

Tro núi lửa có thể gây gián đoạn các hệ thống cấp điện ở tất cả các cấp độ phát điện, chuyển đổi, truyền tải và phân phối điện. Có bốn tác động chính phát sinh từ sự nhiễm bẩn tro trong thiết bị được sử dụng trong quá trình phân phối điện:
- Sự lắng đọng ẩm của tro trên các chất cách ly điện áp cao có thể gây ra hiện tượng rò rỉ (dòng điện nhỏ trên bề mặt chất cách điện), nếu dòng điện đủ, có thể gây ra thủng chất cách điện (sự phóng điện ngoài ý muốn ra xung quanh hoặc trên bề mặt của lớp cách điện).

Nếu hiện tượng đoản mạch đủ để dừng bộ phận ngắt điện thì sẽ xuất hiện sự gián đoạn cung cấp điện. Những nơi thủng do tro bám vào trong lớp cách điện có thể gây cháy, ăn mòn hoặc phá vỡ lớp cách điện không thể sửa chữa và kết quả là dẫn đến sự gián đoạn nguồn cung cấp điện.
- Tro núi lửa có thể ăn mòn, làm thủng và gây ẩm thấp bộ máy kim loại, đặc biệt là các bộ phận chuyển động như tuabin nước và gió và quạt làm lạnh trên máy biến thế hoặc nhà máy nhiệt điện.
- Mật độ khối lượng lớn của một số trầm tích tro có thể gây hư hỏng đường dây và thiệt hại cho tháp bằng thép và cột gỗ do tro bám vào. Điều này là nguy hiểm nhất khi tro và/hoặc các đường dây và cấu trúc ướt (ví dụ: do lượng mưa) và đã có ≥10 mm tro bụi. Hạt hạt mịn (ví dụ, <đường kính 0,5 mm) có khả năng dính chặt vào các đường dây và cấu trúc dễ dàng nhất. Tro núi lửa cũng có thể bám vào và làm nặng thêm cái giá đỡ bằng gỗ, làm cho nó rơi xuống đường. Sự tích tụ tuyết và băng trên các đường dây và sự quá tải của các giá đỡ bằng gỗ làm tăng nguy cơ vỡ hoặc gây sụp đổ của đường dây và các phần cứng khác.
- Kiểm soát các điểm kết nối dễ bị tổn thương đã ngừng hoạt động (ví dụ, trạm biến áp) hoặc các mạch cho đến khi lượng bụi tro giảm xuống hoặc làm sạch và phục hồi thiết bị.

##### Nhà máy xử lý nước lớn

Tua bin nước từ nhà máy thủy điện Agoyan bị xói mòn bởi tro núi lửa chứa đầy nước.

#### Sự phụ thuộc lẫn nhau

Sự phụ thuộc lẫn nhau của núi lửa phun trào tác động từ vụ phun trào núi lửa Eyjafjallajokull 2010..